# دولت‌آباد (کوار)
دولت‌آباد (کوار)، روستایی از توابع بخش مرکزی شهرستان کوار در استان فارس ایران است.

## جمعیت
این روستا در دهستان فرمشکان قرار دارد و براساس سرشماری مرکز آمار ایران در سال ۱۳۸۵، جمعیت آن ۶۲۲ نفر (۱۴۶خانوار) بوده‌است.